# Taufík Túbí
Taufík Túbí (hebrejsky: תופיק טובי, Taufik Tubi, arabsky: توفيق طوبي, narozen 11. května 1922 – 12. března 2011) byl izraelský politik, poslanec Knesetu za strany Maki, Rakach a Chadaš.
Byl jedním ze dvou poslanců Knesetu (druhým byl Me'ir Vilner), kteří v roce 1956 odhalili masakr v Kafr Kasim spáchaný izraelskou hraniční policií.

## Biografie
Narodil se v Haifě. Navštěvoval britskou internátní školu v Jeruzalému. V letech 1943–1949 pracoval v odboru veřejných prací při britské mandátní správě Palestiny. Patří do komunity izraelských Arabů.

## Politická dráha
V roce 1940 se zapojil do činnosti Palestinské komunistické strany. Roku 1943 založil Ligu pro národní osvobození, která vyjadřovala zájmy palestinských Arabů. Od roku 1948 byl členem ústředního výboru Izraelské komunistické strany a členem jejího sekretariátu. V letech 1976–1989 byl místopředsedou sekretariátu komunistické strany, v letech 1989–1993 pak jejím tajemníkem. Od roku 1950 také zasedal v předsednictvu organizace Národní výbor pro mír a Světová rada míru. Působil jako vydavatel a editor arabskojazyčného listu al-Ittihad.
V izraelském parlamentu zasedl poprvé už po prvních volbách v roce 1949, do nichž šel za komunistickou stranu (Maki). Stal se členem výboru pro záležitosti vnitra a výboru House Committee. Znovu byl zvolen ve volbách v roce 1951, po nichž vykonával funkci člena výboru pro záležitosti vnitra a výboru pro ústavu, právo a spravedlnost. Křeslo poslance obhájil ve volbách v roce 1955. Zasedl jako člen ve výboru pro záležitosti vnitra, výboru pro vzdělávání a kulturu a výboru pro ústavu, právo a spravedlnost. Opětovně byl zvolen ve volbách v roce 1959. Zasedal pak coby člen ve výboru pro záležitosti vnitra a výboru House Committee. Zvolení se dočkal i ve volbách v roce 1961, stejně jako dosud za komunistickou stranu. V průběhu volebního období ovšem odešel od mateřské strany a spoluzakládal novou komunistickou stranu (takzvaná Rakach). Zastával post člena výboru pro záležitosti vnitra a výboru pro ústavu, právo a spravedlnost. Za Rakach byl zvolen ve volbách v roce 1965. Usedl potom do výboru pro ekonomické záležitosti. Další funkční období v Knesetu získal i po volbách v roce 1969, po kterých se stal členem výboru House Committee a výboru pro ústavu, právo a spravedlnost. Zvolen byl rovněž ve volbách v roce 1973. Zasedal pak ve výboru pro záležitosti vnitra a životního prostředí. V průběhu tohoto funkčního období se strana Rakach spojila do širší levicové aliance Chadaš. Za ní pak Taufík Túbí obhájil křeslo člena Knesetu ve volbách roku 1977. Stal se členem výboru pro ústavu, právo a spravedlnost, výboru House Committee, výboru pro vzdělávání a kulturu a zvláštního výboru pro zákon o národním zdraví. Opětovně byl zvolen ve volbách roku 1981, po nichž nastoupil do výboru House Committee, a ve volbách roku 1984. Stal se členem výboru pro vzdělávání a kulturu, výboru House Committee a zvláštního výboru pro zákon o volbách do místních samospráv.
Naposledy se do Knesetu dostal ve volbách v roce 1988, opět na kandidátní listině strany Chadaš. Stal se členem výboru pro vzdělávání a kulturu, výboru House Committee a výboru pro ústavu, právo a spravedlnost. Během funkčního období ale v červenci 1990 rezignoval na mandát poslance a odešel z aktivní politiky (jeho křeslo zaujala Tamar Gožansky). V Knesetu strávil 41 let, 12 funkčních období a dle stavu k roku 2011 byl posledním žijícím členem prvního Knesetu zvoleného roku 1949.